# Cratesiclea
Cratesiclea (Griego antiguo: Κρατησίκλεια) fue reina de Esparta desde el 254 a. C. al 235 a. C. tras casarse con el rey Leonidas II. Cuando ella era reina, su marido fue muy criticado por sus opositores porque ella era una extranjera; algo contrario a las costumbres espartanas. Tras la muerte de su marido, se casó con el noble espartano Megistón. Más tarde se hizo conocida por su fuerte apoyo a su hijo Cleómenes III. Cuando estalló la Guerra de Cleómenes, huyó de Esparta con sus dos nietos, hijos a su vez de Cleómenes, a Alejandría para ofrecerse como rehén al rey Ptolomeo III . Cuando el rey de Macedonia Antígono III derrotó a Cleómenes en la batalla de Selasia (222 a. C.), su hijo huyó con ella a Egipto. Sin embargo, Ptolomeo III murió, y su hijo y sucesor Ptolomeo IV no fue amistoso con ellos y les puso bajo detención. Más tarde, Cleómenes III, buscando recuperar el trono, se rebeló sin éxito incitando a la población de Alejandría a ir contra Ptolomeo, suicidándose poco tiempo después (219 a. C.). Ella y sus nietos fueron ejecutados por Ptolomeo IV.